# BMW 320d
BMW 320d - це середньорозмірні автомобілі марки БМВ, 3 серії, які випускаються з 1999 року.  BMW 320d випускались у різних варіантах та модифікаціях кузова :
- (E46) - 1998-2005;
- (E90) - 2005-2008, 2008-2011;
- (E91) - 2005-2008, 2008-2012;
- (E92) - 2007-2010, 2010-2013;
- (E93) - 2008-2010, 2010-2013;
- (F30) - 2011-2015, 2015-н.ч.;
- (F31) - 2012-2015, 2015-н.ч.;
- (F34) - 2013-2016, 2016-н.ч.

Завдяки сильній конкуренції, автомобіль постійно вдосконалюється як з технічної, так і з естетичної сторін. Основними конкурентами 320d вважаються: Mercedes C-Класу, Jaguar XE і Audi A4. 

### Опис
Сучасні версії автомобіля доступні з  трьома видами двигунів - 2,0-літровими 4 і 6-циліндровими бензиновими і 2,0-літровими 4-циліндровим дизельним мотором з подвійним турбонаддувом. Завдяки подвійному турбонаддуву, цей двигун поєднує у собі чудові експлуатаційні характеристики з низькою витратою палива. До того ж, дизельний двигун відповідає стандартам Euro 6. Двигуни автомобіля працюють в парі з 6-ступінчастою механічною або з 8-ступінчастою автоматичною коробкою передач. 
У 2012 році, BMW 320d пройшла випробування Euro Ncap:
| Водій | Дитина | Пішохід | Засоби безпеки |
| ----- | ------ | ------- | -------------- |
| 95%   | 84%    | 78%     | 86%            |

Для версії седан доступно кілька режимів їзди: Comfort для повсякденної їзди, Sport і Sport+ для швидкісної їзди, і Eco Pro для зниження витрати палива. З недавнього часу автомобіль почав оснащуватися більш жорсткою підвіскою - амортизаційною стійкою спереду і гвинтовою пружиною ззаду. BMW 320d комплектується дисковими вентильованими гальмами спереду і дисковими ззаду. 

### Огляд моделі

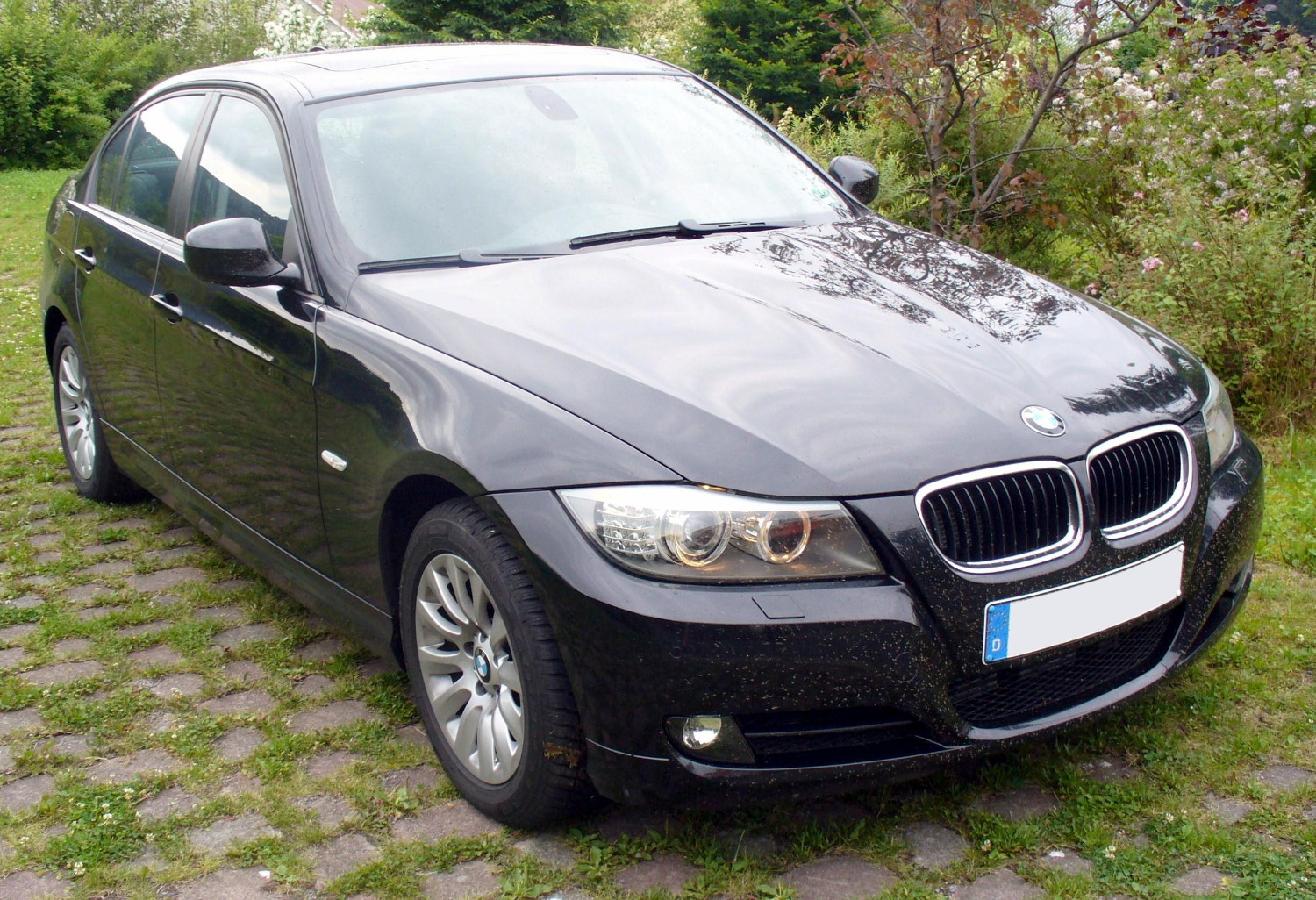
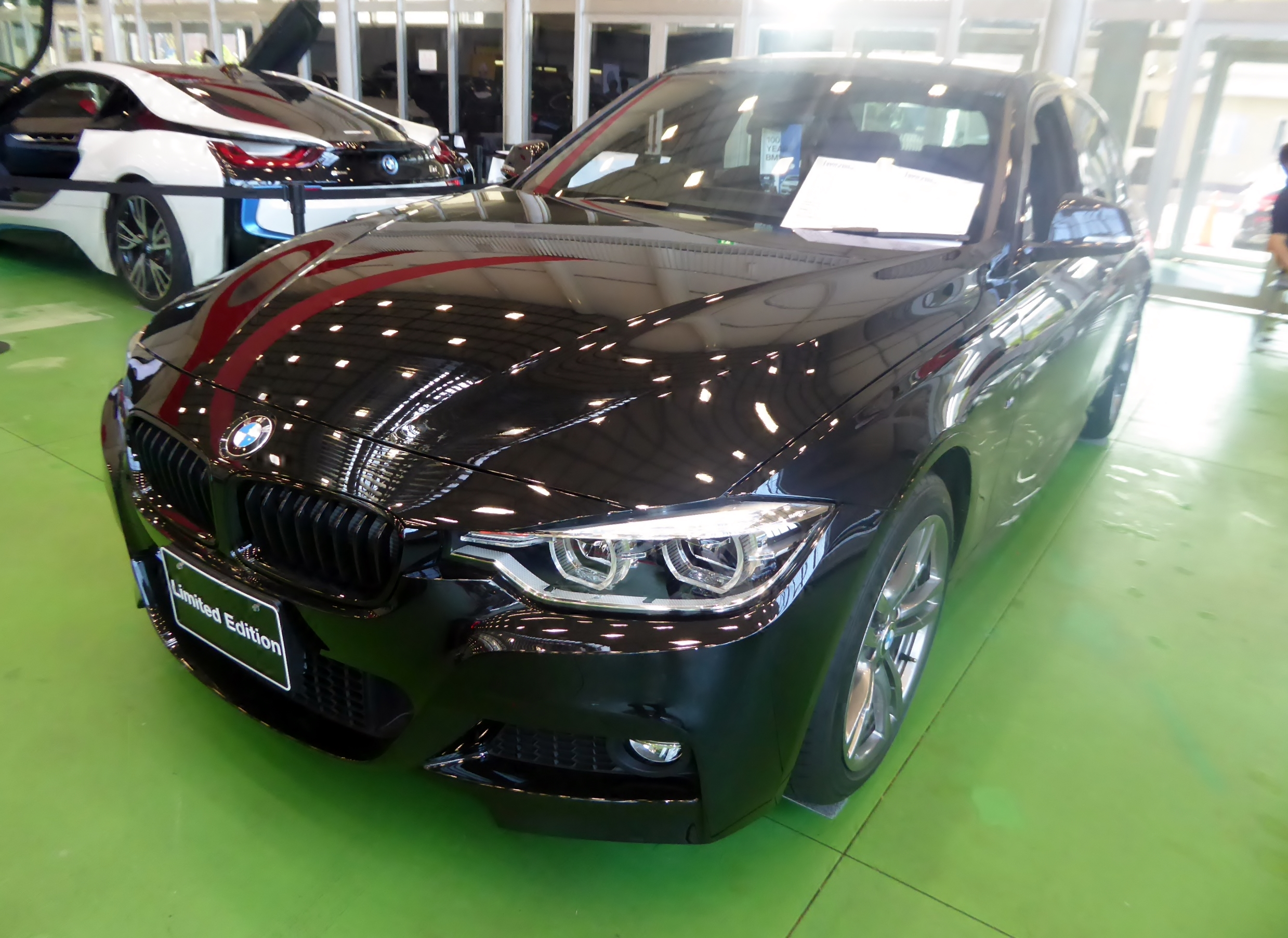
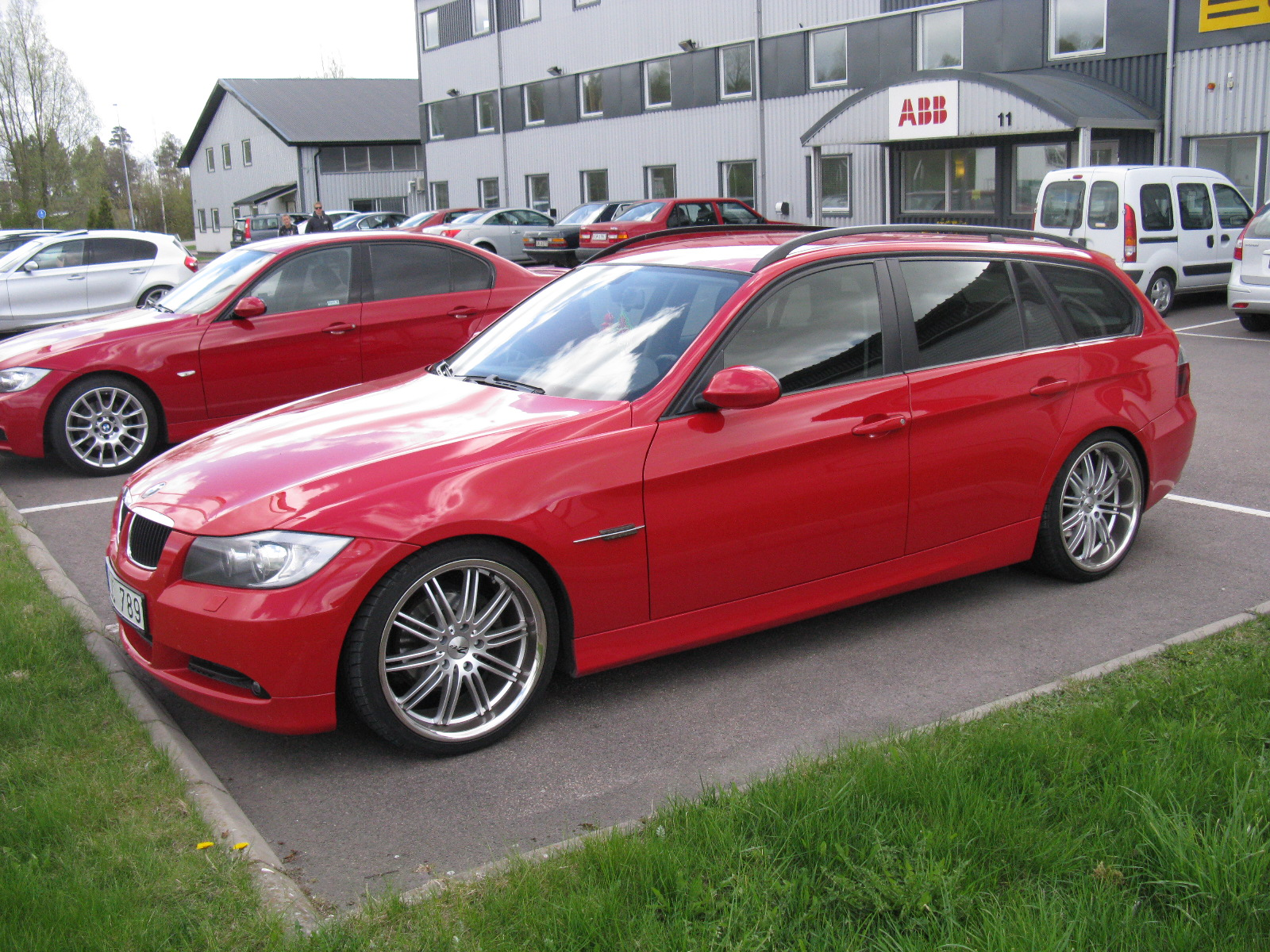
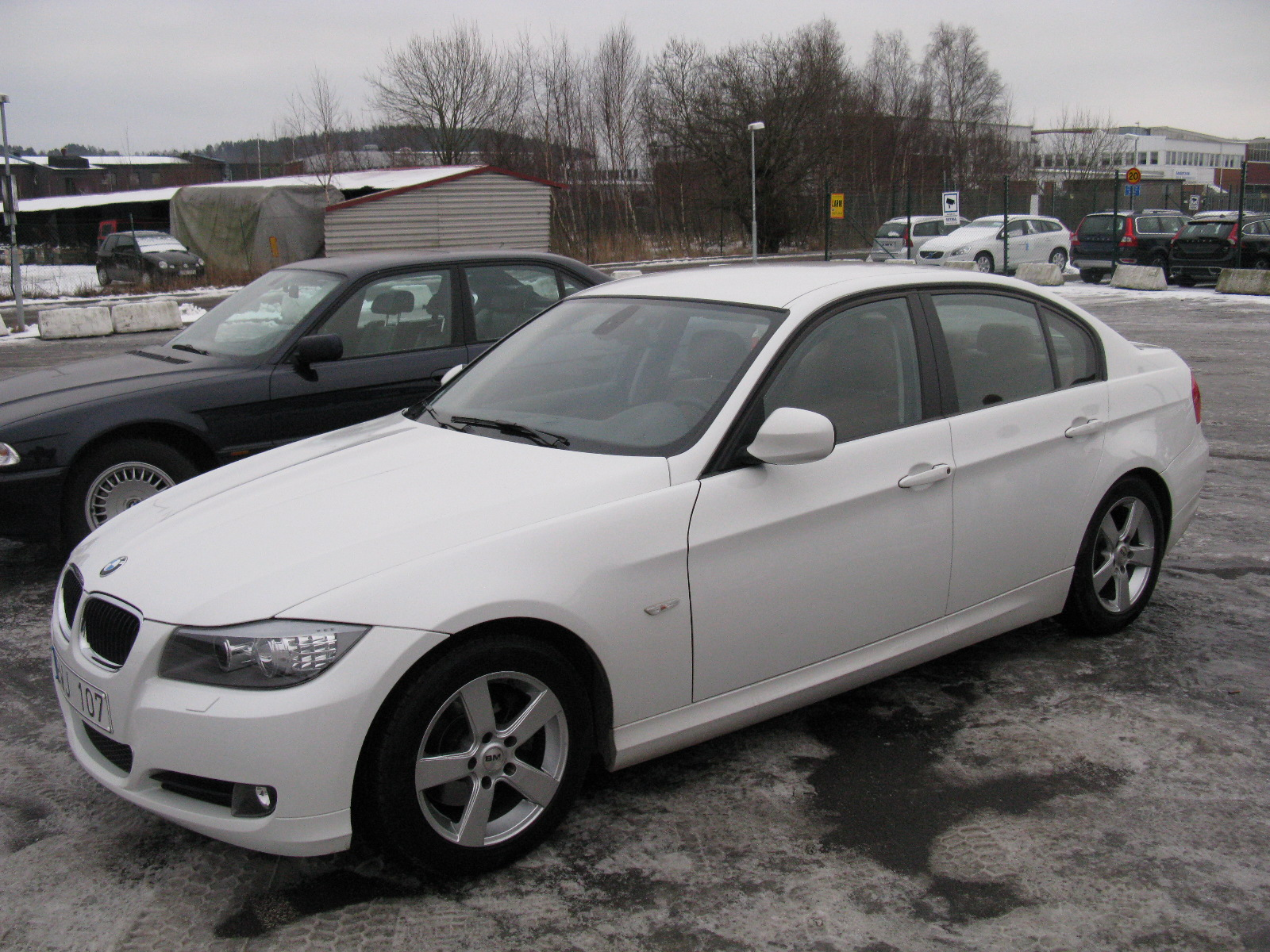